# Pogórze Skoruszyńskie
Pogórze Skoruszyńskie – w polskim podziale fizyczno-geograficznym jest to najbardziej na zachód wysunięta część Pogórza Spisko-Gubałowskiego, położona na południowy zachód od Doliny Czarnego Dunajca. Jest to niewysokie pasmo górskie znajdujące się niemal całkowicie na Słowacji. Wyróżnia się w nim: 
- Orawicko-Witowskie Wierchy (słow. Oravická Magura). Znajdują się na granicy polsko-słowackiej między doliną Siwej Wody i Doliną Czarnego Dunajca a Bramą Orawską, doliną Cichej Wody Orawskiej, Kotliną Orawicką i Doliną Orawicką. Najwyższy szczyt – Magura Witowska 1233 m. Inne ważniejsze szczyty: Przysłop Witowski (1161 m), Hurchoci Wierch (1050 m)[2].
- Skoruszyńskie Wierchy (Skorušinské vrchy) – pomiędzy Doliną Orawicką a doliną Zimnej Wody. Znajdują się w całości na Słowacji. Najwyższym szczytem jest Skoruszyna (1314 m)[1].

Przez Słowaków Pogórze Skoruszyńskie nie jest wyróżniane. W słowackiej regionalizacji fizyczno-geograficznej są to Skoruszyńskie Wierchy (Skorušinské vrchy) zaliczane do jednostki Stredné Beskydy.